# Castelul Hohenschwangau

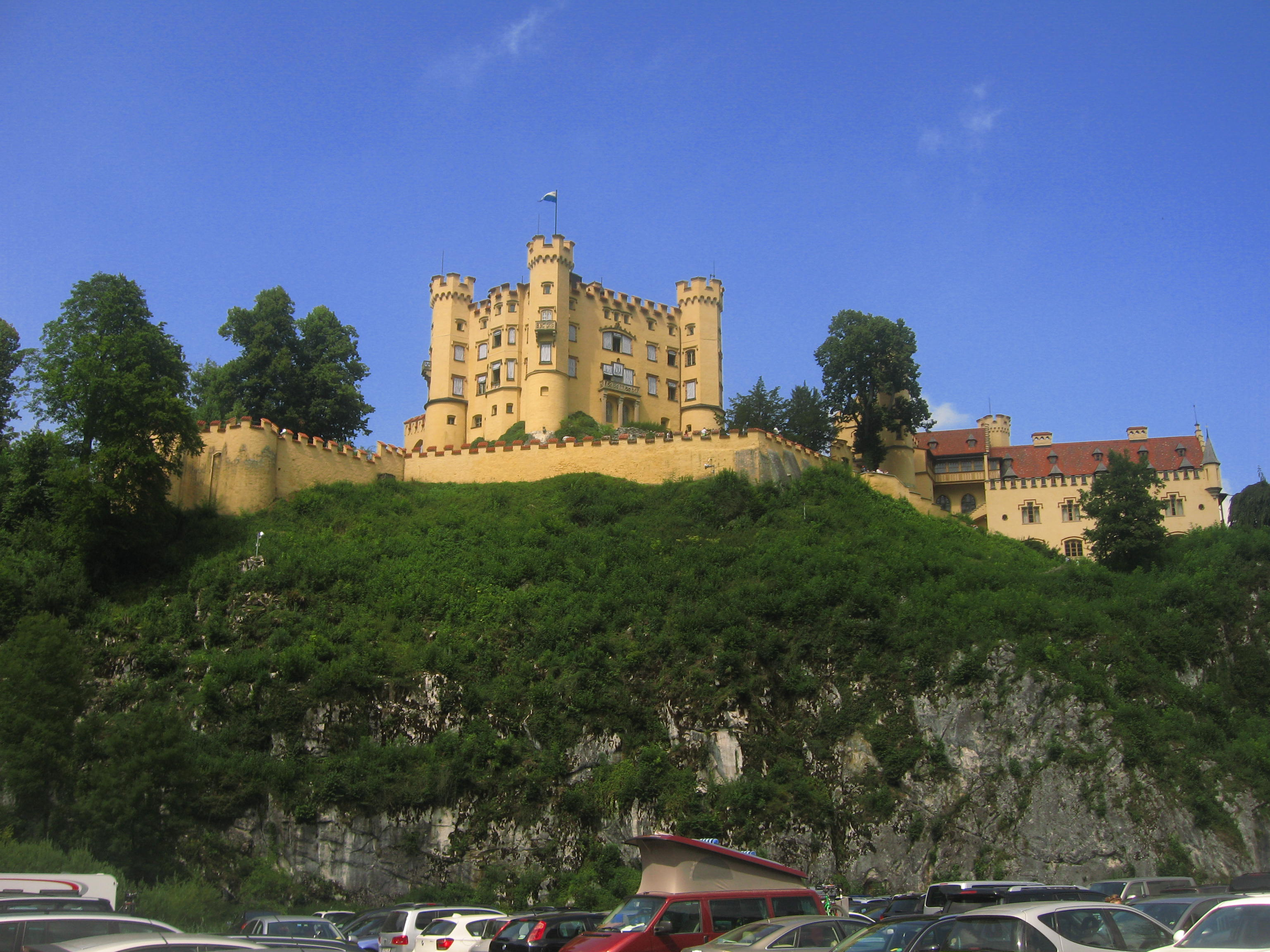
Castelul Hohenschwangau.

Castelul Hohenschwangau sau Schloss Hohenschuangau este un palat construit în secolul al XIX-lea în Regatul Bavariei. El a fost reședința din copilărie a lui Ludovic al II-lea (1845-1886), rege al Bavariei (1864-1886), și a fost construit de tatăl său, regele Maximilian al II-lea al Bavariei (1848-1864). Castelul a fost construit în satul german Hohenschwangau din apropierea orașului Füssen, parte a districtului Ostallgäu din sud-vestul landului Bavaria (Germania), foarte aproape de granița cu Austria.

## Istoric
Castelul Hohenschwangau a fost construit pe ruinele cetății Schuangau (sau Schwanstein), care a fost menționată pentru prima dată în registrele istorice datând din secolul al XII-lea. Cetatea medievală a fost construită de o familie de cavaleri și a servit ca reședință a seniorilor din Schwangau. În 1523, castelul a fost descris ca având ziduri prea subțiri pentru a fi utile în scopuri defensive. După stingerea familiei cavalerești în secolul al XVI-lea, fortăreața și-a schimbat de mai multe ori proprietarii și a fost distrusă de mai multe ori. Declinul cetății a continuat până când aceasta a ajuns în cele din urmă în stare de ruină, la începutul secolului al XIX-lea.
În aprilie 1829 prințul de coroană Maximilian (viitorul rege Maximilian al II-lea al Bavariei) (1811-1864) a descoperit situl istoric în timpul unei plimbări pe jos și și-a manifestat entuziasmul cu privire la frumusețea zonei înconjurătoare. El a achiziționat locul pe care se aflau ruinele - pe atunci încă cunoscute sub numele de Schwanstein - în 1832. În februarie 1833 s-a început reconstrucția castelului, care a continuat până în 1837, cu completări efectuate până în 1855. Arhitectul Domenico Quaglio (1787-1837) a fost responsabil pentru aspectul exterior în stil neogotic al castelului. El a murit în 1837 și sarcina sa a fost continuată de Joseph Daniel Ohlmüller (decedat în 1839) și Georg Friedrich Ziebland. Regina Maria a creat o grădină alpină cu plante adunate din toate colțurile Alpilor.
Castelul Hohenschwangau a fost reședința oficială de vară și de vânătoare a familiei regale a Bavariei: Maximilian, rege al Bavariei (1848-1864), soția sa, Maria a Prusiei (1825-1889), și cei doi fii ai lor: Ludovic (viitorul rege Ludovic al II-lea al Bavariei) și Otto (viitorul rege Otto I al Bavariei). Tinerii prinți și-au petrecut aici mulți ani din adolescența lor. Regele și regina au locuit în clădirea principală, iar băieții în anexă.

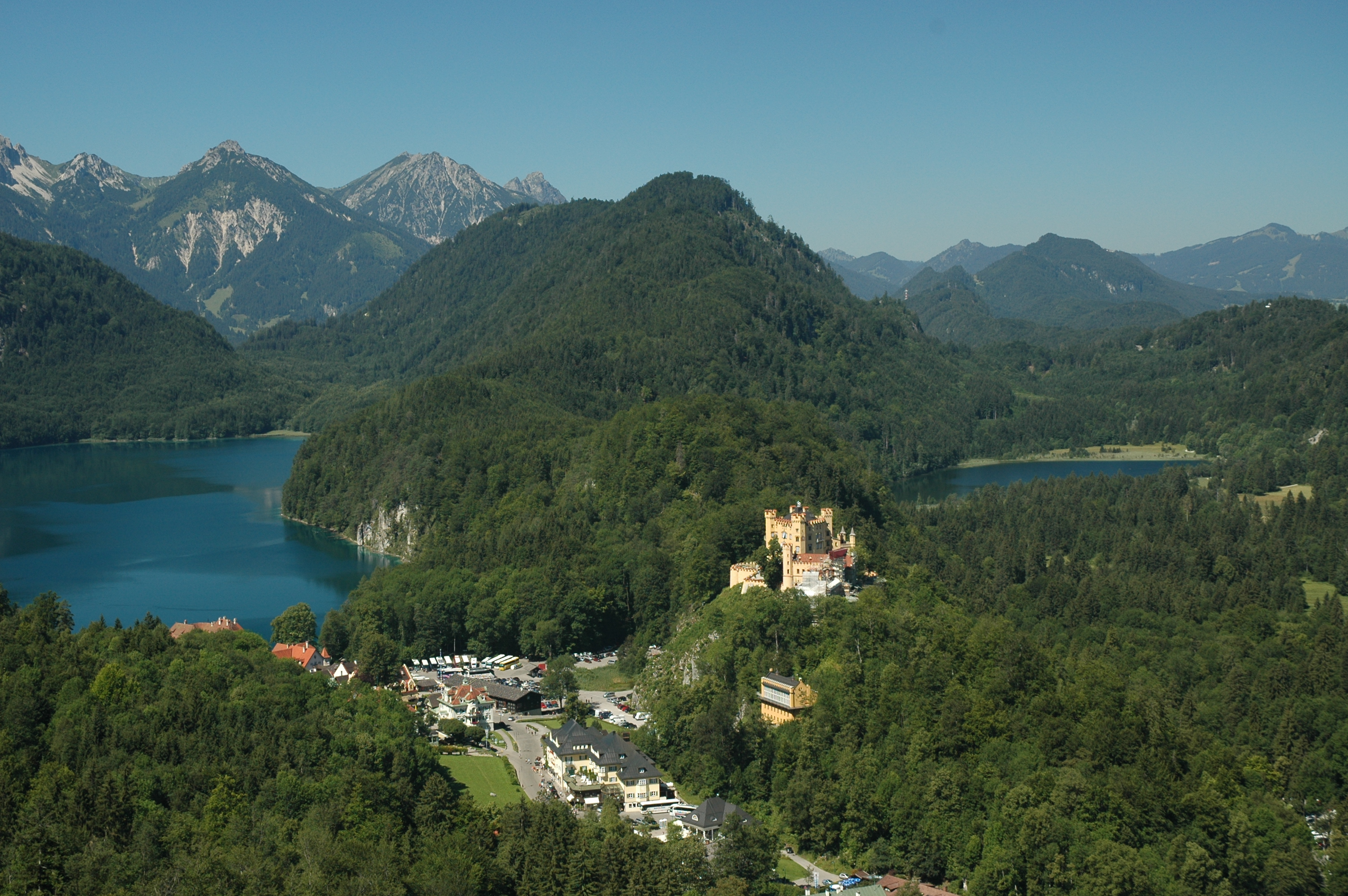
Satul Hohenschwangau în stânga și Castelul Hohenschwangau în dreapta, văzute de la Castelul Neuschwanstein.

Regele Maximilian a murit în 1864 și fiul său Ludovic i-a succedat la tron, mutându-se în camera tatălui său din castel. Deoarece Ludovic nu s-a căsătorit niciodată, mama lui, Maria, a putut să locuiască în continuare la etajul ei. Regele Ludovic s-a bucurat de viața de la Hohenschwangau, mai ales după 1869 când clădirea castelului său, Neuschwanstein, a început să fie construită la mică distanță de casa lui părintească.
După moartea lui Ludovic în 1886, Regina Maria a fost singura locuitoare a castelului până la moartea ei, petrecută în 1889. Cumnatul ei, prințul regent Luitpold al Bavariei, a locuit la etajul 3 al clădirii principale. El a fost responsabil pentru electrificarea castelului în 1905 și instalarea unui ascensor electric. Luitpold a murit în 1912, iar palatul a fost deschis ca muzeu în cursul anului următor.
În timpul Primului Război Mondial și al celui de-Al Doilea Război Mondial castelul nu a suferit nicio pagubă. În 1923 Landtagul Bavariei a recunoscut dreptul fostei familii regale de a locui în castel. În perioada 1933-1939 Prințul de coroană Rupert (Rupprecht) al Bavariei și familia sal a folosit castelul ca reședință de vară, el continuând să fie o reședință preferată a succesorilor săi. În mai 1941, Prințul Adalbert de Bavaria a fost înlăturat din armată prin decretul Prinzenerlass al lui Hitler și s-a retras la castelul de familie Hohenschwangau, unde a locuit în tot restul războiului.
Proprietarul actual al castelului este « Wittelsbacher Ausgleichsfonds » (Fondurile de compensare ale Casei de Wittelsbach). Amenajarea interioară a fost conservată.
În dimineața zilei de 6 noiembrie 2005, a avut loc o spargere la castel. Niște necunoscuți au reușit să pătrundă până în sala de biliard de la primul etaj. Acolo, ei au furat aproximativ 80 de medalii ale familiei Wittelsbach. Prejudiciul este estimat la mai mult de 10.000 de euro. În ciuda declanșării alarmei, hoții au reușit să scape căci cel mai apropiat post de poliție se află la o distanță de aproximativ 5 km.

## Muzeu
Mai mult de 300.000 de vizitatori din toată lumea vizitează palatul în fiecare an. Castelul este deschis pe tot parcursul anului (cu excepția Crăciunului). Orele de vizitare sunt de la 9 a.m. la 6 p.m. (în aprilie-septembrie) și de la 10 a.m. la 4 p.m. (în octombrie-martie). Excursii cu ghid sunt furnizate în limbile germană, engleză, franceză, italiană, spaniolă, rusă, cehă, slovenă și japoneză. Excursii fără ghid nu sunt disponibile.

## Imagini

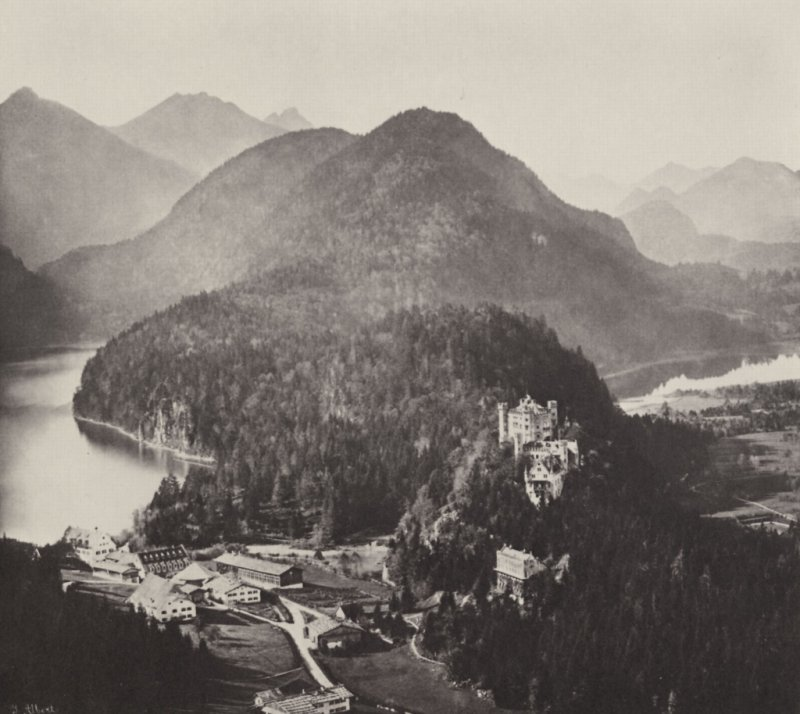
Castelul Hohenschwangau şi lacul Alpsee în 1857
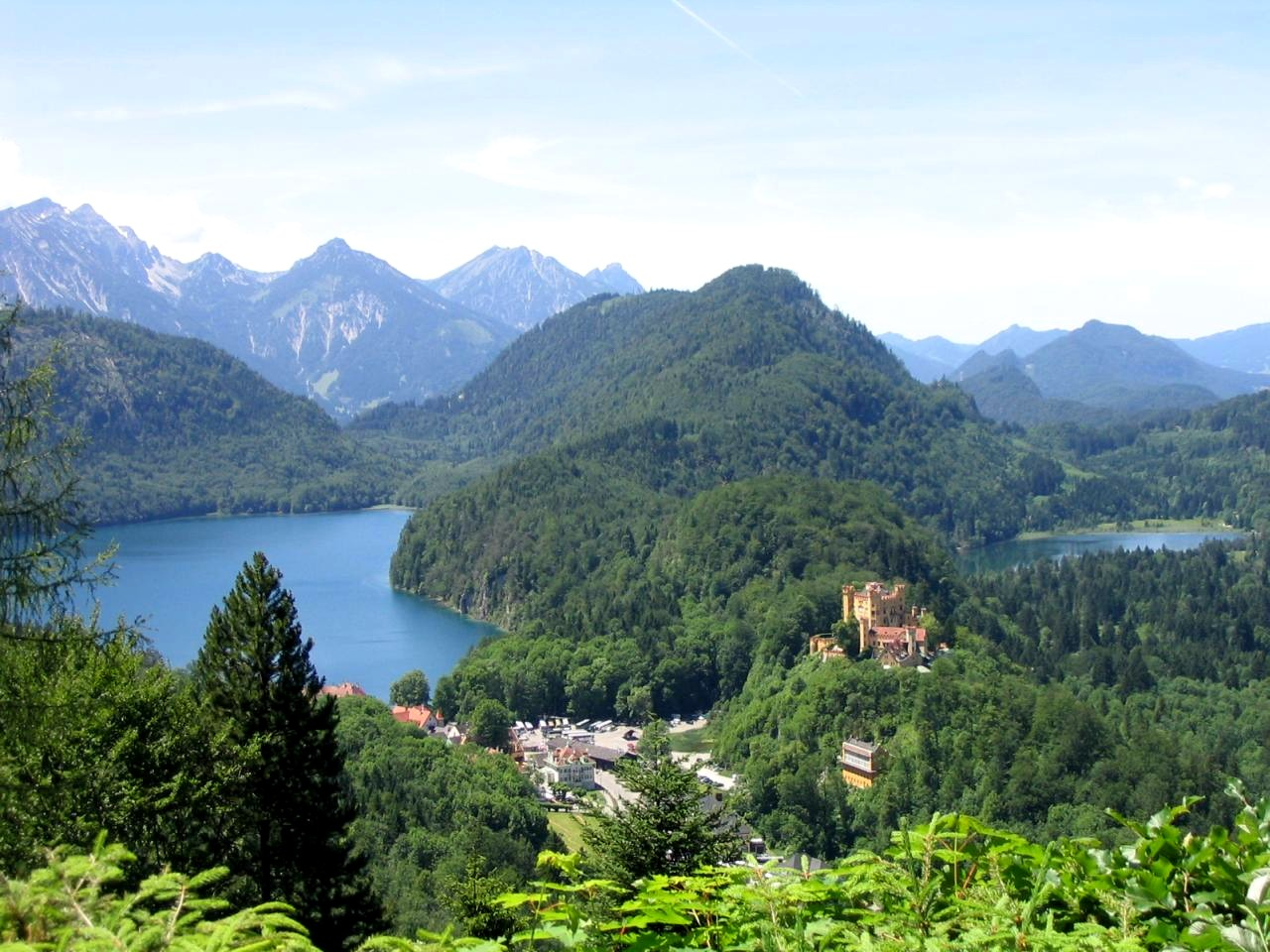
Castelul Hohenschwangau, la dreapta satului, văzut de la Castelul Neuschwanstein
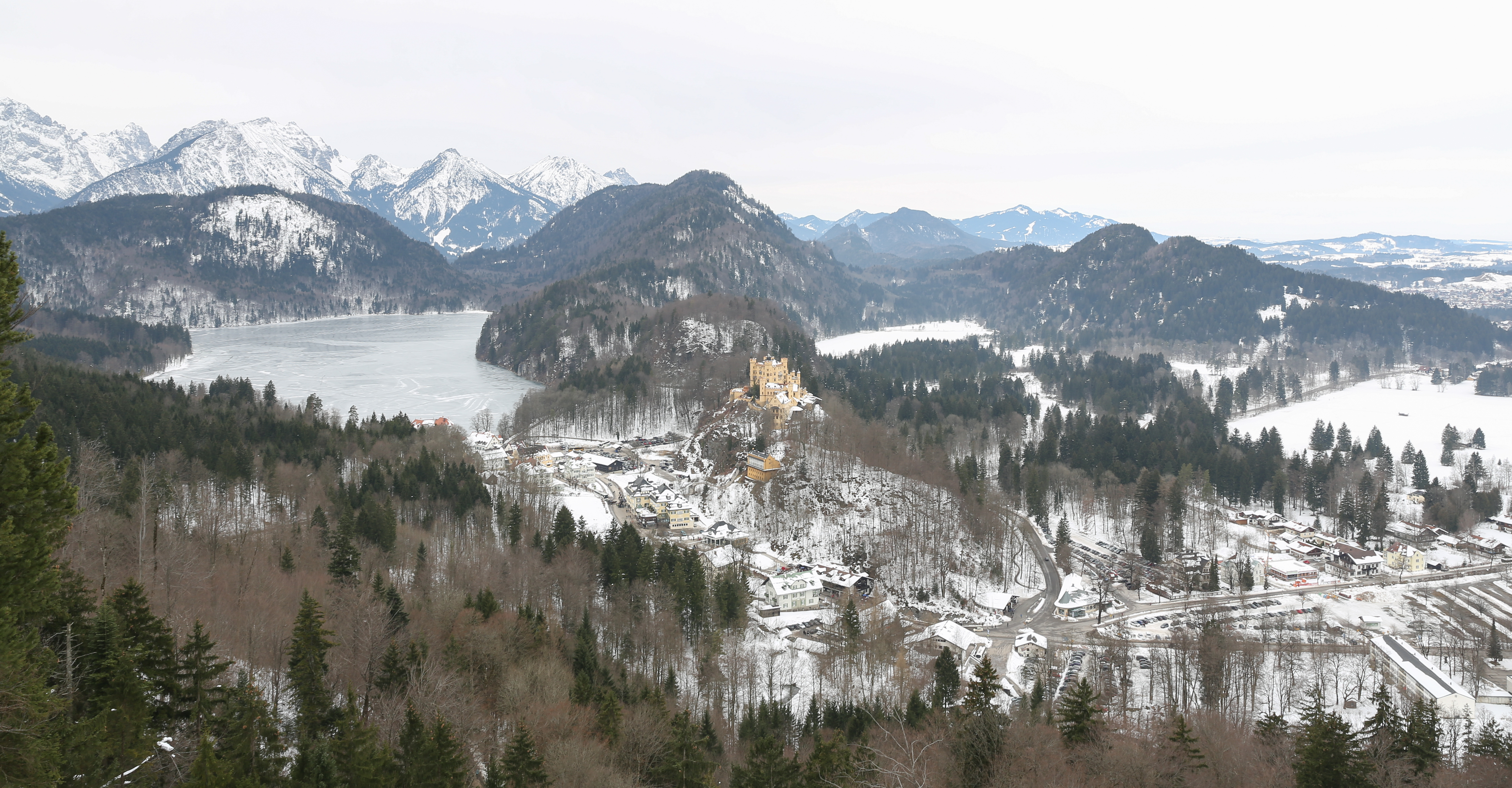
Castel în timpul iernii
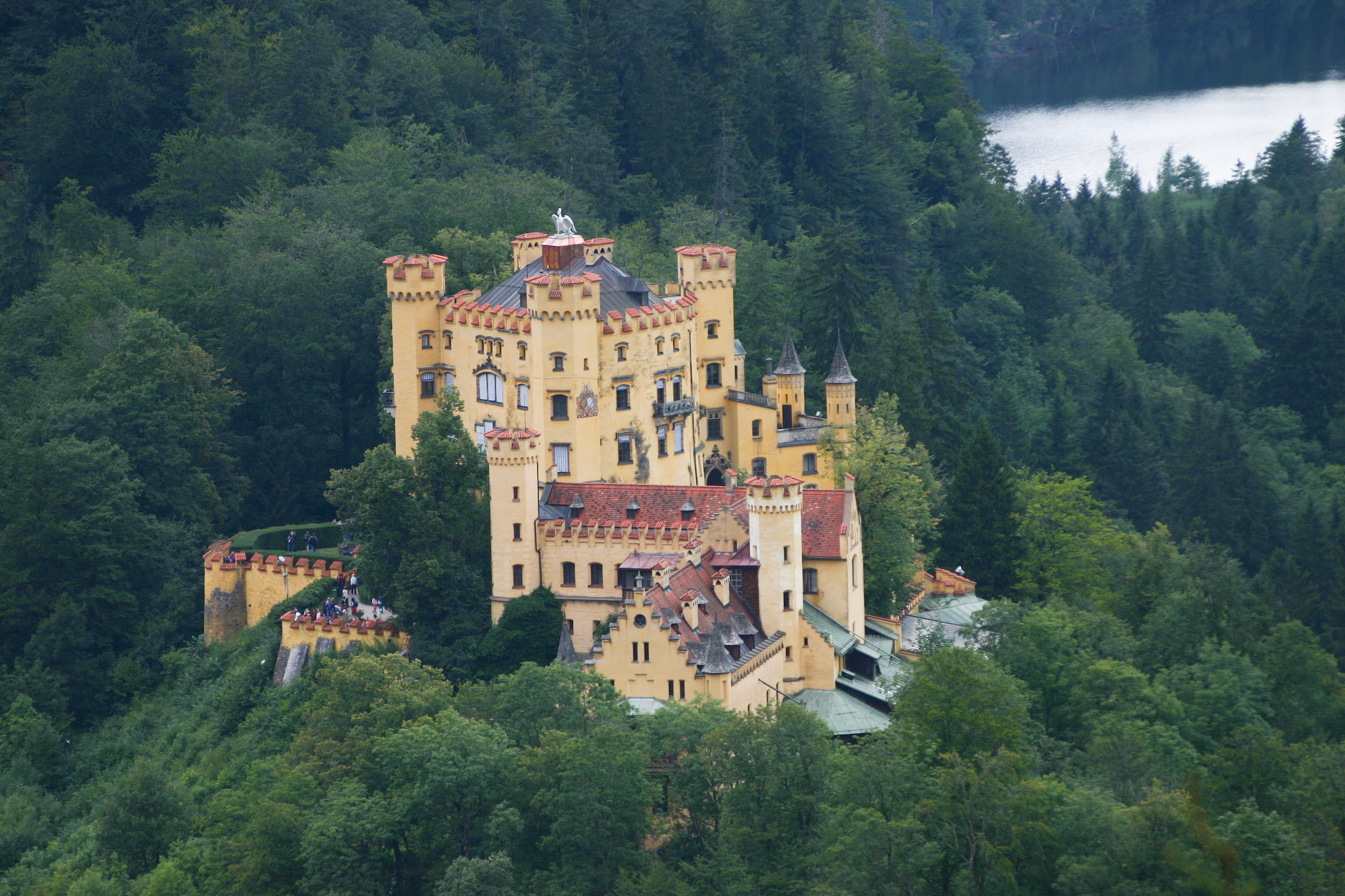
Vedere generală
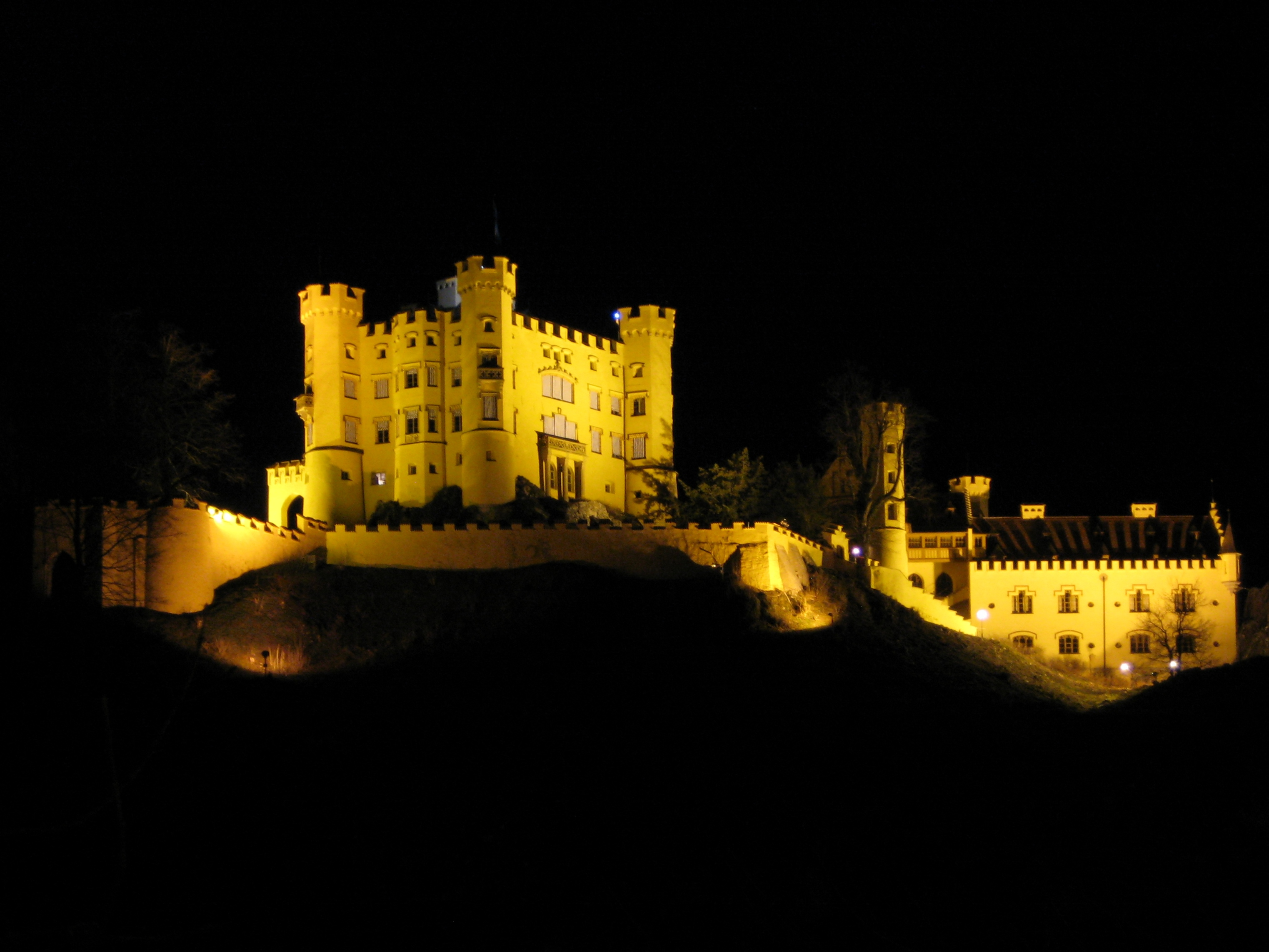
Vedere nocturnă a castelului